# 蕭杲
蕭杲（1465年—？），字彥明，直隸鎮江府丹徒縣人，民籍，明朝政治人物。

## 生平
弘治十四年（1501年）辛酉科應天府鄉試第一百二十九名舉人。弘治十五年（1502年）聯捷壬戌科會試第一百五十四名，三甲第一百五十二名進士。

## 家族
曾祖蕭富一；祖父蕭永誠；父蕭鉉，母孔氏。慈侍下。